# Wonju
Wonju (Hán Việt: Nguyên Châu) là một thành phố Hàn Quốc, thuộc tỉnh Gangwon. Thành phố này có cự ly 90 dặm (140 km) về phía đông Seoul và có thể đi từ Seoul đến đây khoảng 1 tiếng 30 phút xe buýt hoặc tàu hỏa. Wonju có ba trường đại học lớn. Đây là nơi diễn ra trận Wonju trong chiến tranh Triều Tiên.

## Khí hậu
| Dữ liệu khí hậu của Wonju                | Dữ liệu khí hậu của Wonju | Dữ liệu khí hậu của Wonju | Dữ liệu khí hậu của Wonju | Dữ liệu khí hậu của Wonju | Dữ liệu khí hậu của Wonju | Dữ liệu khí hậu của Wonju | Dữ liệu khí hậu của Wonju | Dữ liệu khí hậu của Wonju | Dữ liệu khí hậu của Wonju | Dữ liệu khí hậu của Wonju | Dữ liệu khí hậu của Wonju | Dữ liệu khí hậu của Wonju | Dữ liệu khí hậu của Wonju |
| Tháng                                    | 1                         | 2                         | 3                         | 4                         | 5                         | 6                         | 7                         | 8                         | 9                         | 10                        | 11                        | 12                        | Năm                       |
| ---------------------------------------- | ------------------------- | ------------------------- | ------------------------- | ------------------------- | ------------------------- | ------------------------- | ------------------------- | ------------------------- | ------------------------- | ------------------------- | ------------------------- | ------------------------- | ------------------------- |
| Cao kỉ lục °C (°F)                       | 13.9 (57.0)               | 21.1 (70.0)               | 24.5 (76.1)               | 33.2 (91.8)               | 34.1 (93.4)               | 35.3 (95.5)               | 38.0 (100.4)              | 38.8 (101.8)              | 34.2 (93.6)               | 28.5 (83.3)               | 25.5 (77.9)               | 16.5 (61.7)               | 38.8 (101.8)              |
| Trung bình ngày tối đa °C (°F)           | 1.7 (35.1)                | 5.0 (41.0)                | 11.1 (52.0)               | 19.0 (66.2)               | 23.9 (75.0)               | 27.6 (81.7)               | 29.3 (84.7)               | 30.0 (86.0)               | 25.7 (78.3)               | 19.8 (67.6)               | 11.5 (52.7)               | 4.4 (39.9)                | 17.4 (63.3)               |
| Trung bình ngày °C (°F)                  | −4.3 (24.3)               | −1.2 (29.8)               | 4.7 (40.5)                | 11.8 (53.2)               | 17.3 (63.1)               | 21.8 (71.2)               | 24.6 (76.3)               | 24.8 (76.6)               | 19.5 (67.1)               | 12.6 (54.7)               | 5.2 (41.4)                | −1.4 (29.5)               | 11.3 (52.3)               |
| Tối thiểu trung bình ngày °C (°F)        | −9.5 (14.9)               | −6.6 (20.1)               | −1.1 (30.0)               | 4.8 (40.6)                | 11.1 (52.0)               | 16.5 (61.7)               | 20.8 (69.4)               | 20.9 (69.6)               | 14.7 (58.5)               | 6.9 (44.4)                | 0.0 (32.0)                | −6.2 (20.8)               | 6.0 (42.8)                |
| Thấp kỉ lục °C (°F)                      | −27.6 (−17.7)             | −23.7 (−10.7)             | −13.8 (7.2)               | −6.7 (19.9)               | 0.9 (33.6)                | 5.5 (41.9)                | 11.5 (52.7)               | 9.8 (49.6)                | 2.0 (35.6)                | −6.9 (19.6)               | −15.1 (4.8)               | −26.8 (−16.2)             | −27.6 (−17.7)             |
| Lượng Giáng thủy trung bình mm (inches)  | 22.0 (0.87)               | 26.3 (1.04)               | 51.6 (2.03)               | 66.7 (2.63)               | 93.5 (3.68)               | 140.1 (5.52)              | 362.2 (14.26)             | 290.1 (11.42)             | 173.4 (6.83)              | 50.1 (1.97)               | 43.5 (1.71)               | 24.1 (0.95)               | 1.343,6 (52.90)           |
| Số ngày giáng thủy trung bình (≥ 0.1 mm) | 7.4                       | 7.0                       | 9.2                       | 8.1                       | 8.9                       | 10.4                      | 16.6                      | 14.8                      | 9.0                       | 6.1                       | 8.1                       | 8.0                       | 113.6                     |
| Số ngày tuyết rơi trung bình             | 8.2                       | 6.6                       | 3.9                       | 0.2                       | 0.0                       | 0.0                       | 0.0                       | 0.0                       | 0.0                       | 0.1                       | 2.0                       | 6.2                       | 27.1                      |
| Độ ẩm tương đối trung bình (%)           | 66.9                      | 64.2                      | 61.6                      | 58.4                      | 64.1                      | 70.3                      | 78.5                      | 78.1                      | 76.0                      | 73.2                      | 70.9                      | 69.2                      | 69.3                      |
| Số giờ nắng trung bình tháng             | 162.4                     | 165.1                     | 189.3                     | 213.0                     | 221.0                     | 194.1                     | 146.8                     | 169.4                     | 174.7                     | 186.9                     | 149.0                     | 153.0                     | 2.124,6                   |
| Phần trăm nắng có thể                    | 52.8                      | 54.1                      | 51.1                      | 54.0                      | 50.3                      | 44.1                      | 32.8                      | 40.2                      | 46.8                      | 53.6                      | 48.7                      | 51.2                      | 47.7                      |
| Nguồn:                                   |                           |                           |                           |                           |                           |                           |                           |                           |                           |                           |                           |                           |                           |